# 小行星24316
小行星24316（24316 Anncooper）是一颗绕太阳运转的小行星，为主小行星带小行星。该小行星于2000年1月20日发现。

## 轨道参数
小行星24316的轨道半长轴为397 468 829 km，2.6568772 UA，离心率为0.092。